# Jeannette Barth
Jeannette Barth es una deportista alemana que compitió para la RDA en remo. Ganó una medalla de bronce en el Campeonato Mundial de Remo de 1990, en la prueba de cuatro sin timonel.

## Palmarés internacional
| Campeonato Mundial | Campeonato Mundial   | Campeonato Mundial | Campeonato Mundial |
| Año                | Lugar                | Medalla            | Prueba             |
| ------------------ | -------------------- | ------------------ | ------------------ |
| 1990               | Tasmania (Australia) | Medalla de bronce  | Cuatro sin timonel |